# Aura (歌手グループ)
Aura（アウラ）は、日本の歌手グループである。女声のみによるア・カペラ・コーラスにより、クラシックの楽曲などを歌う。結成当初より2013年9月まで岸健二郎がプロデュースを手がけ、2013年10月から2014年9月までは作編曲家・ピアニストであるshezoo、2014年10月からは再び岸のプロデュースに戻っている。

## メンバー
- 池田有希 （いけだ　ゆき）
担当声域　ソプラノ
大阪音楽大学音楽学部声楽学科卒業
同大学院音楽研究科声楽専攻歌曲研究室修了
- 菊地薫音 （きくち かおりね）
担当声域　ソプラノ
東京音楽大学音楽学部声楽科声楽演奏家コース卒業
同大学研究生声楽科修了
- 畠山真央 （はたけやま まお）
担当声域　ソプラノ
国立音楽大学音楽学部声楽学科卒業
- 奥脇 泉 （おくわき いずみ）
担当声域　ソプラノ
昭和音楽大学音楽学部声楽学科卒業
同大学大学院音楽研究科オペラ専攻修了
- 星野典子 （ほしの のりこ）
担当声域　アルト
玉川大学芸術学科声楽専攻卒業
（2011年6月11日卒業、2016年3月11日復帰）

## 過去に在籍したメンバー
- 原嶋絵美 （はらしま えみ）
2015年12月25日卒業
担当声域　ソプラノ
国立音楽大学音楽学部声楽学科卒業
- 大石悦代 （おおいし えつよ）
2015年12月25日卒業
担当声域　アルト
国立音楽大学音楽学部音楽教育学科卒業
- 佐藤悦子 （さとう えつこ）
2013年8月24日卒業
担当声域　ソプラノ
玉川大学芸術学科声楽専攻卒業
- 内野明香 （うちの さやか）
2012年12月24日卒業（発表は12月28日）
担当声域　アルト
国際基督教大学教養学部語学科卒業

## 略歴
- 2005年
  - 3月23日：1枚目のアルバム『Aura（アウラ）』を発売。
- 2006年
  - 6月21日：2枚目のアルバム『Canens（カネンス）』を発売。
- 2008年
  - 2月6日：オムニバスアルバム『image7』に参加。
  - 4月2日：オムニバスアルバム『DORMI』に参加。
  - 4月23日：メジャー・デビュー・アルバム『Pastorale（パストラーレ）』を発売。同日、東京オペラシティ内の近江楽堂にてミニ・コンサートを開催。
  - 10月15日：オムニバスアルバム『白戸(ホワイト)家のクラシック音楽』に参加。
  - 10月15日：オムニバスアルバム『のだめカンタービレ 巴里編』に参加。
- 2009年
  - 4月29日：オムニバスアルバム『DORMI BACH』に参加。
  - 5月27日：4枚目のアルバム『Toccata und Fuge（トッカータとフーガ）』を発売。
  - 12月3日：畠山真央が病気療養に入ることが発表された。以降、約10ヶ月間４人体制での活動となる。
- 2010年
  - 9月25日："live image Nouveau"(オーチャードホール)に参加。畠山真央が復帰。
  - 11月24日：5枚目のアルバム『CAROL（キャロル）』を発売。
- 2011年
  - 3月17日：ホームページ上で星野典子の卒業が発表された。
  - 6月11日：「ベスト・セレクション・コンサート」（宗次ホール）にて星野典子が卒業。
  - 8月21日：ホームページ上で内野明香の加入が発表された。
  - 11月3日：第56回葛飾区民文化祭・合唱の部（かつしかシンフォニーヒルズ）へのゲスト出演にて内野明香がデビュー。
- 2012年
  - 7月4日：6枚目のアルバム『ヴィヴァルディ：四季』を発売。
  - 12月28日：ホームページ上で内野明香の卒業が発表された。
- 2013年
  - 3月16日：ホームページ上で大石悦代の加入が発表された。
  - 5月5日：ラ・フォル・ジュルネ・オ・ジャポン2013にて大石悦代がデビュー。
  - 5月13日：ホームページ上で佐藤悦子の卒業、並びに新メンバーの加入が発表された。
  - 5月19日：牛久・エスカードホールでのリサイタルにて奥脇泉がデビュー。佐藤悦子の卒業まで6人体制での活動となる。
  - 8月24日：自由学園明日館でのリサイタルにて佐藤悦子が卒業。
  - 10月：所属事務所をクリスタ・ガリーへ移し、プロデュースをshezooが担当することとなった。
- 2014年
  - 10月：マネージメントを再びトエラが担当することとなった。
- 2015年
  - 12月：ホームページ上で原嶋絵美と大石悦代の卒業が発表された。
  - 12月25日：横浜みなとみらいホール(小ホール)での「月についての尽きないお話と音楽」にて原嶋絵美と大石悦代が卒業。
- 2016年
  - 2月：ホームページ上で池田有希の加入と星野典子の復帰が発表された。
  - 3月11日：三鷹の森ジブリ美術館での「ジブリの森の演奏会」にて池田有希がデビュー、並びに星野典子が復帰。
- 2017年
  - 6月25日：初のベスト・アルバム『ルミナーレ』を発売。
- 2019年
  - 6月15日：初の沖縄公演を実施。開催地である沖縄県金武町の観光大使として、仲間一町長から委嘱状が交付された。

## ディスコグラフィ

### オリジナル・アルバム
|     | 発売日         | タイトル                               | 規格品番 | レーベル                 | 備考                 |
| --- | -------------- | -------------------------------------- | -------- | ------------------------ | -------------------- |
| 1st | 2005年3月23日  | アウラ（Aura）                         | TEAR1    | Toera                    |                      |
| 2nd | 2006年6月21日  | カネンス（Canens）                     | TEAR2    | Toera                    |                      |
| 3rd | 2008年4月23日  | パストラーレ（Pastorale）              | ESCC4    | エピックレコードジャパン | メジャー・デビュー盤 |
| 4th | 2009年5月27日  | トッカータとフーガ（Toccata und Fuge） | ESCC9    | エピックレコードジャパン |                      |
| 5th | 2010年11月24日 | キャロル（Carol）                      | ESCC27   | エピックレコードジャパン |                      |
| 6th | 2012年7月4日   | ヴィヴァルディ:四季                    | ESCL3932 | エピックレコードジャパン |                      |

### ベスト・アルバム
|     | 発売日        | タイトル               | 規格品番 | レーベル | 備考 |
| --- | ------------- | ---------------------- | -------- | -------- | ---- |
| 1st | 2017年6月25日 | ルミナーレ（Luminare） | TEAR4    | Toera    |      |